# Mordekhaï Benet
Pour les articles homonymes, voir Benet (homonymie) et Benedict.
Mordekhaï ben Abraham Benet, né en 1753 à Csurgó, un petit village du comitat de Somogy en Hongrie et mort en 1829, aussi dénommé Marcus Benedict et en hébreu מרדכי בן אברהם בנט, est un talmudiste qui fut Grand-Rabbin de Moravie. 

## Biographie
Comme les parents de Benet sont très pauvres, ils ne peuvent pas engager de maître pour lui procurer une éducation, et envoient leur enfant à peine âgé de cinq ans chez sa grand-mère à Nikolsburg (Moravie, actuellement en République tchèque). Là, le rabbin Gabriel Markbreiter va donner des cours particuliers pendant six ans à l'enfant qui se révèle extrêmement doué, puis il l'envoie à Ettingen en Bavière, dont le rabbin Jacob Pinhas Katzelenbogen est le propre beau-frère de Markbreiter. Celui-ci devient le professeur de Benet, et va s'étonner des progrès rapides de son élève. Lors de la célébration de sa Bar Mitzva, son professeur présente aux invités émerveillés trois manuscrits écrits par Benet, un commentaire sur le Pentateuque, un commentaire sur la Haggada de Pessa'h et des nouvelles sur le Talmud.
De treize à quinze ans, Benet se consacre exclusivement à l'étude de la Bible, avec l'aide des commentaires rabbiniques, et de la Aggada dans le Talmud et le Midrash; Il complète ses études strictement halachiques à la yechiva du rabbin Joseph Steinhardt à Fürth en Allemagne, où il reste trois ans. Puis il se rend à Prague comme Haver (élève senior) où Meïr Karpeles fonde un Klaus privé spécialement pour lui. Bien qu'à l'époque Yehezqel Landau (Noda BiYehudah), célèbre talmudiste, dirige une importante yechiva dans la même ville, un grand nombre de talmudistes  compétents préfèrent venir écouter chaque jour les cours de Benet. Il reste deux ans à Prague et se marie avec Sarah Finkel (décédée en 1828), la fille d'un important et assez riche citoyen de Nikolsburg. Il s'établit alors dans cette ville et est nommé dans l'année Av Beth Din (responsable de tribunal rabbinique).
Treize ans plus tard, il accepte le rabbinat de Lundenburg en Moravie, mais il n'y reste que six mois, démissionnant pour devenir le rabbin de Schossberg à l'époque en Hongrie (actuellement en Slovaquie).  Là non plus, il ne reste pas très longtemps, car il est nommé en 1789 rabbin de Nikolsburg et grand-rabbin de Moravie. Plus tard, il reçoit des offres de  Pressburg (actuellement Bratislava, Slovaquie) et de Cracovie (Pologne), mais cède à la pression de sa communauté qui lui demande de rester à Nikolsburg. Il y sera le maître de Solomon Quetsch.

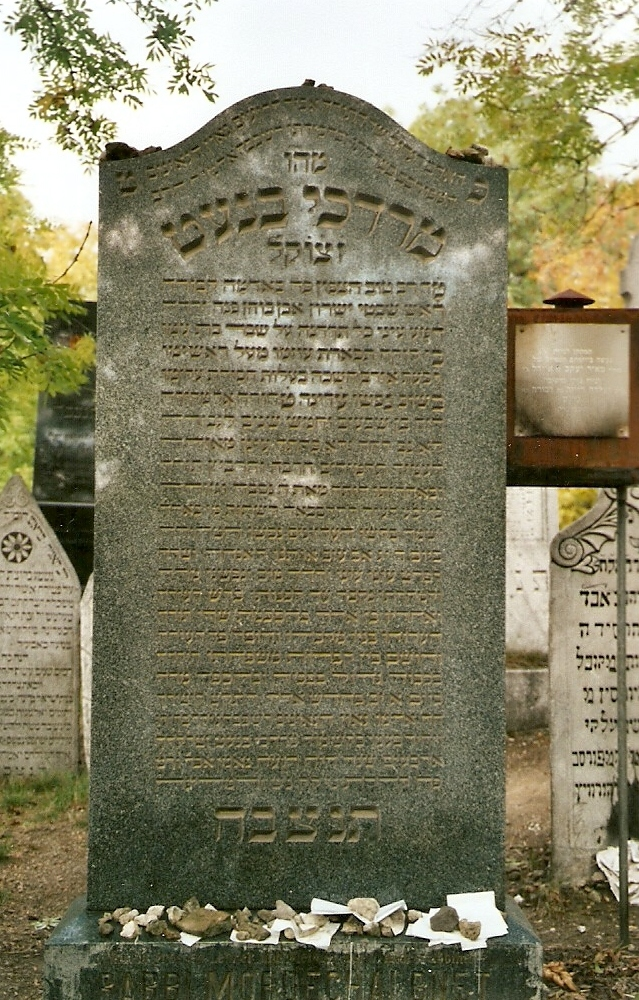
La tombe de Rabbi Mordekhai ben Abraham Benet sur le Mont des rabbins au cimetière juif de Mikulov (Nikolsburg), République tchèque.

Des heures excessives d'études vont ébranler sa santé dès son jeune âge et  seront responsables de sa mort le 12 août 1829 à Carlsbad (actuellement Karlovy Vary, République tchèque), où il s'était rendu pour traitement. Il est enterré provisoirement à Lichtenstadt, près de Carlsbad, puis sept mois plus tard, son corps est transféré à Nikolsburg afin de respecter ses dernières volontés.
Son ami, Hatam Sofer, grand-rabbin de Pressburg, qui le portait en grande estime fit son éloge et l'appela  « ben yochid leKidsho Berich Hi » (Seul fils de Hashem), signifiant que personne ne l'égalait. 

## Œuvre
Bien que l'œuvre de Benet ne soit ni abondante ni exhaustive, elle est considérée comme faisant partie des classiques de la littérature rabbinique du XVIIIe siècle: 
- Biur Mordecai (Le commentaire de Mordekhaï); Vienne; 1813: commentaire sur le compendium de Mordekhaï ben Hillel.
- Magen Abot (Bouclier des Pères); Zolkiev; 1835: un traité sur les trente-neuf actes interdits le Chabbat.
- Har ha-Mor (Montagne de myrrhe);  responsa, avec une allusion à l'explication rabbinique du nom  Mordeca par Mara dakya (= pure myrrhe)
- Parashat Mordecai (Les explications de Mordekhai); Szigeth; 1889; responsa
- Tekelet Mordecai (Le vêtement pourpre de Mordekhai); Lemberg; 1892; discussions halakhiques et haggadiques.

Toute son œuvre montre la finesse d'analyse de Benet et sa grande connaissance des textes rabbiniques, et surtout sa méthode logique et strictement scientifique, ce qui le différencie de ses amis Hatam Sofer et Akiva Eiger plus casuistes. Benet évite la casuistique dans ses discussions concernant des problèmes halakhiques et arrive à ses fins au moyen d'explications purement critiques et d'un traitement systématique du sujet. Un parfait exemple de l'esprit critique de Benet est donné par sa lettre au grand-rabbin de Berlin, Tzvi Hirsch Levin, qu'il essaye de convaincre de l'imposture du recueil de responsa Besamim Rosh, attribué faussement à Asher ben Yehiel et publié par Saul Berlin, le fils de Levin. Leopold Zunz analyse la méthode critique de Benet en la comparant à d'autres et exprime son admiration pour cette méthode.
L'œuvre de Benet se différencie aussi de celles de ses contemporains par son style clair et élégant dans un hébreu très pur. De plus, l'attitude de Benet à l'égard de la stricte orthodoxie de ses amis et collègues est exceptionnelle et peut être attribuée à sa connaissance de la pensée moderne. Ces caractéristiques lui permettent d'avoir une position indépendante dans le combat entre l'orthodoxie et la Haskala inspirée du mouvement des Lumières.
Fréquemment Benet montre une perspicacité qui fait défaut chez ses opposants. Dans sa requête au gouvernement concernant l'éducation des rabbins, il remarque que si le programme d'études exigé par les lycées pour toutes les autres professions était demandé aux élèves rabbins, ceux-ci seraient éduqués pour tout sauf pour le rabbinat. Toutefois, loin d'objecter à une éducation séculaire pour les rabbins comme certains l'ont cru, il y est au contraire favorable, mais il pense qu'un rabbin doit tout d'abord être en possession de suffisamment de connaissance sur les sujets rabbiniques. Il propose donc qu'un candidat rabbin passe la plus grande partie de son temps à l'étude des sujets concernant le judaïsme jusqu'à ses dix-huit ans.
Son opinion concernant les devoirs des rabbins, principalement en ce qui concerne l'instruction des enfants, montre la forte influence sur lui de la pensée moderne de l'époque. Il écrit un livre d'instruction religieuse et soumet son manuscrit au gouvernement. Dans sa lettre accompagnatrice, Benet exprime son point de vue sur l'éducation des jeunes, conforme à l'esprit du temps.

### Opposition à la réforme religieuse
Benet va s'opposer de façon quasi systématique à la réforme, déclarant que chaque modification dans la pratique religieuse est injustifiée et néfaste. Ainsi dans une lettre au gouvernement concernant l'introduction de l'allemand dans le service divin, il écrit en faveur du maintien de l'hébreu. Plusieurs années plus tard, Zacharias Frankel reprend ses arguments devant la convention des rabbins à Francfort-sur-le-Main en 1845. Le rabbin Louis Ginzberg explique en 1906 dans la Jewish Encyclopedia, que les craintes de Benet étaient fondées, car quand les prières sont faites dans la langue vernaculaire, peu de Juifs apprennent l'hébreu, et la connaissance de la Bible hébraïque graduellement diminue.
Bien que l'attitude de Benet soit indépendante, son érudition et son caractère lui ont rallié de nombreux fidèles amis. Même les Hassidim le respecte et Dovber Schneuri (1773-1827), dénommé le Mitteler Rebbe, le second Rebbe de la dynastie Habad-Loubavitch le loue dans une de ses lettres. 
Les communautés de Lichtenstadt et de Nikolsburg ont lutté pour obtenir l'honneur d'enterrer sa dépouille, et cette dispute qui se solda par l'exhumation de son corps pour l'enterrer à Nikolsburg, s'est effectuée avec les armes du savoir et figure dans certaines responsa de l'époque.